# L'Isle-aux-Coudres
Pour les articles homonymes, voir L'Isle.
L'Isle-aux-Coudres, municipalité située sur l'île aux Coudres, baignée par le fleuve Saint-Laurent, dans la région de la Capitale-Nationale, la MRC de Charlevoix, au Québec (Canada).
L'accès à l’île se fait par voies maritimes (traversiers) et aériennes (aéroport),.

## Toponymie

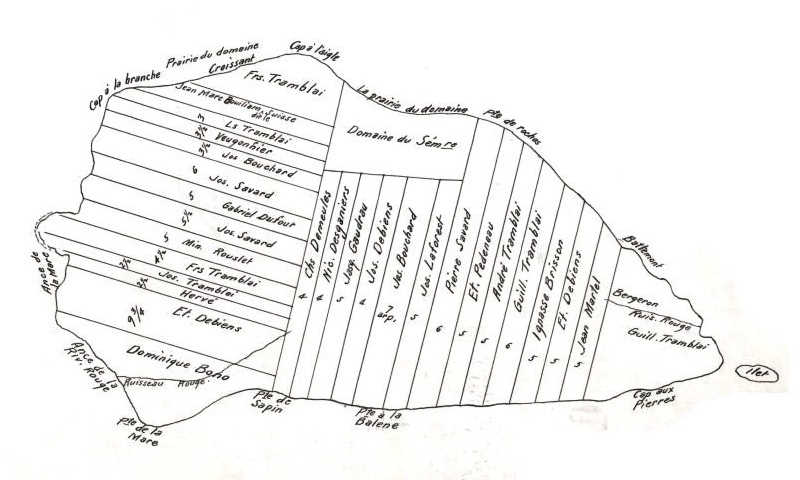
Plan de l'île en 1751

Les variantes du nom officiel de L'Isle-aux-Coudres sont La Baleine, L'Île-aux-Coudres, Saint-Bernard-de-l'Île-aux-Coudres et Saint-Louis-de-l'Isle-aux-Coudres.
Le nom Île aux Coudres est très ancien, il remonte au début de la colonie, localement l'île porte plusieurs noms : Île aux Coudriers, Île Elbow, Île aux Marsouins et Île aux Socles.
L'île est située à près de 3 km de la rive nord du fleuve Saint-Laurent, entre Baie-Saint-Paul et Les Éboulements. Orientée sud-ouest–nord-est, elle atteint, sans compter ses battures, 10 km de longueur et 4 km dans sa plus grande largeur.
Les battures des Pêches à Marsouins, un banc de sable que l'on retrouve au sud-ouest de l'île, tient son nom du fait que les pêcheurs y installaient leurs pièges pour capturer les marsouins (bélugas). Banc des Coudres, Banc de l'Île aux Coudres et Battures à Marsouins sont des variantes du nom officiel Battures des Pêches à Marsouins.

## Histoire

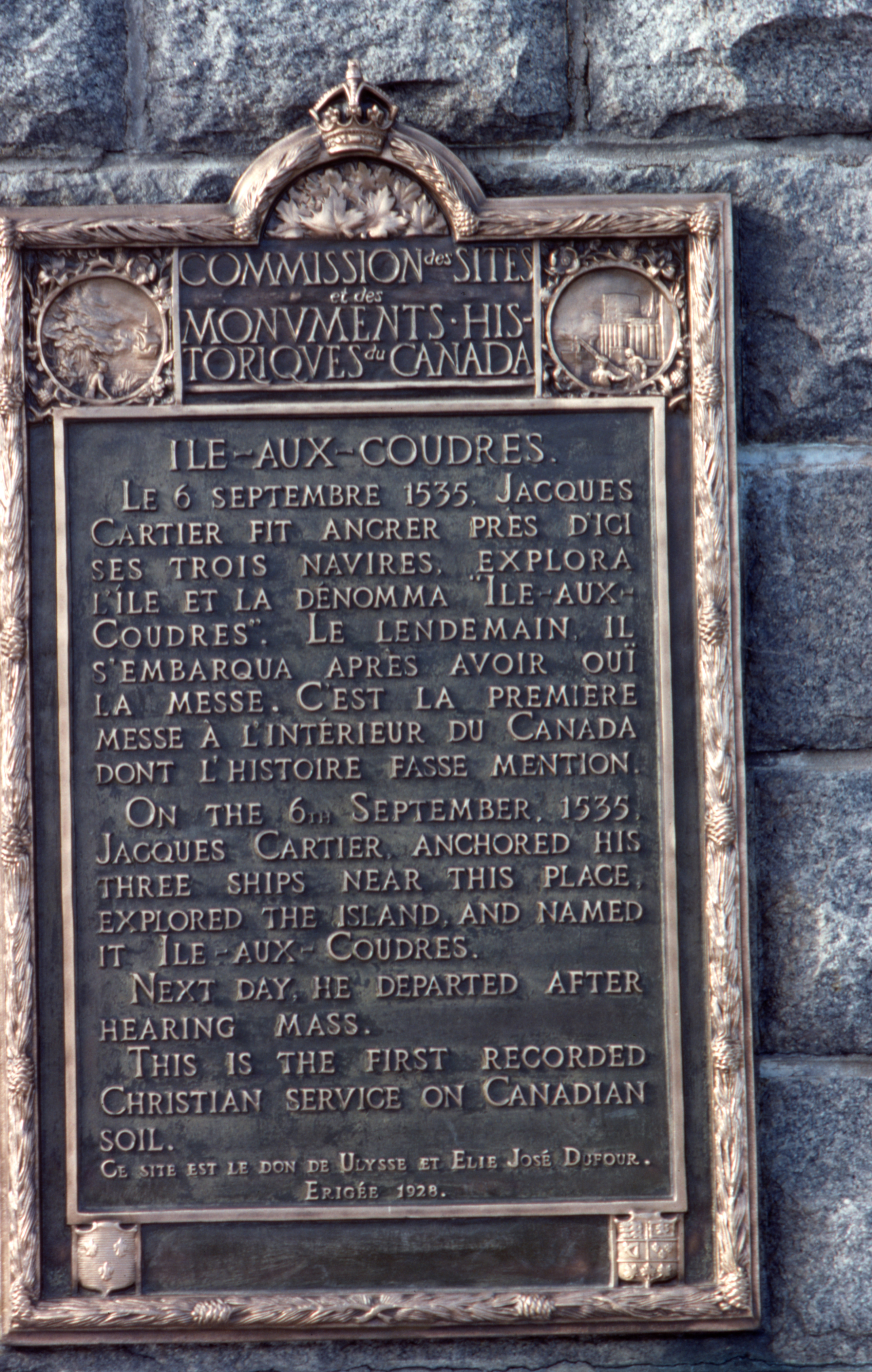
Monument historique, Parc Canada, 1928, Saint-Bernard-sur-Mer

En 1928, la Commission des sites et des monuments historiques du Canada érige un monument qui rappelle l'ancrage des 3 navires de Jacques Cartier et la célébration de la première messe à l'intérieur du Canada, à Saint-Bernard-sur-Mer, sur un site don d'Ulysse et Élie José Dufour,,,.
Vers le milieu de l'Ile, du côté nord, il y a une rade magnifique qui porte le nom de Mouillage. C'est dans cette rade que les bâtiments de Jacques Cartier jetèrent l'ancre le 6 et 7 de septembre 1535, lorsqu'il visita l'Ile et lui donna le nom d'Île-aux-Coudres. Ce dernier mouillage, protégé contre les vents d'ouest, et dont l'ancrage est des meilleurs qu'on puisse désirer, servait, aux bâtiments français pendant tout le temps que la France fut maîtresse du Canada.
Cabotage : l’île aux Coudres forme avec Petite-Rivière-Saint-François, Saint-Joseph-de-la-Rive et Baie-Saint-Paul, un cocktail de civilisation traditionnelle, de noblesse paysanne et de rudesse marine.

## Fleuve Saint-Laurent

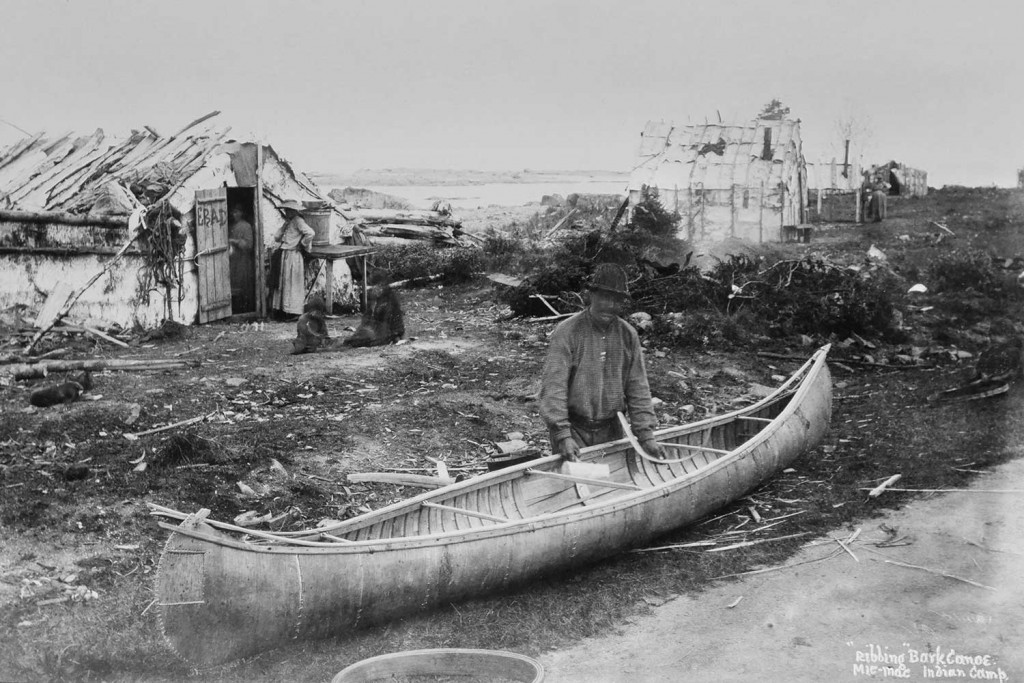
Innu construisant un canot d'écorce de Betula papyrifera Marshall. — Bouleau à papier. — Bouleau blanc, Bouleau à canot, Mi'kmaq camp, Matapedia (?), QC (?), Alexander Henderson, vers 1870

Dans des canots, d’écorce de bouleau ou creusés dans un tronc d’arbre, les Premières Nations sillonnaient le fleuve Saint-Laurent d'ouest en est, des Grands Lacs, jusqu'à l'océan Atlantique et tous les fleuves et rivières des Amériques, du nord au sud, de l'Arctique à la Terre de feu, depuis des millénaires. Les Autochtones connaissaient les avantages, les irritants, les barrières et les dangers des cours d'eau bien avant l'arrivée des Européens comme Jacques Cartier (1491-1557),.
Les eaux entourant l'île aux Coudres sont dangereuses pour la navigation. Durant le régime français (1534-1763), plusieurs naufrages marquent l'histoire du fleuve Saint-Laurent. Chemin de découverte, voie de transport et de peuplement, axe de commerce et de développement, route navigable privilégiée, mal connue, périlleuse et difficile, les marins ne s'aventurent pas sur le Saint Laurent la nuit tombée, avant le début du mois de mai ou après la fin de novembre,.
Ce fleuve que les Amérindiens avaient baptisé le chemin qui marche est craint, avec raison. Sur la route des conquérants, explorateurs, pêcheurs, chasseurs, aventuriers, et autres navigateurs, c'est en entrant dans les eaux du fleuve que s'amorce l'opération la plus difficile du voyage. La faible profondeur de certains chenaux, les récifs de l'estuaire, les hauts-fonds, les courants en diagonale, la brume et la présence de chenaux étroits et sinueux, l'hiver et la glace sont des difficultés qu'il faut surmonter,,,.

## Flore

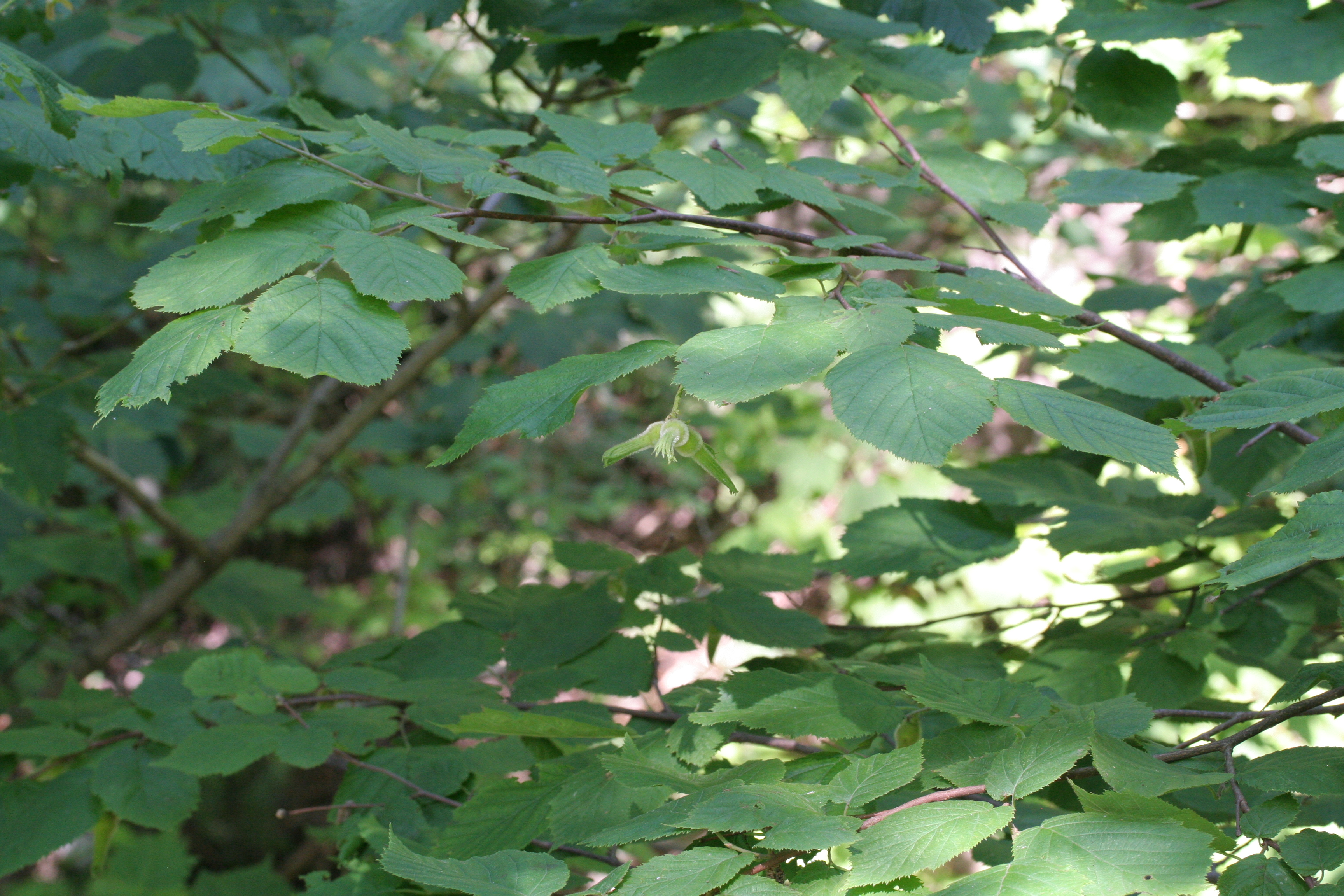
Couldres, ancien nom donné aux noisettes : Corylus cornuta Marshall. — Noisetier à long bec. — (Beaked hazelnut).

Le 6 septembre,1535, lors de son deuxième voyage en Amérique du Nord, le  navigateur Jacques Cartier nomma l'île « couldres », du nom d'un noisetier, arbuste abondant sur les lieux.
Noisetier - Coudrier. — Corylus cornuta Marshall. — Noisetier à long bec. — (Beaked hazelnut). Notre noisetier a des tiges très flexibles, pouvant servir de liens, et une écorce astringente et fébrifuge. Son bois servait aux sourciers pour découvrir les sources d'eau souterraines (sujet à discussions).

### Premiers colons
Avant que les premiers colons ne s'y installent, l'endroit servait de halte pour les navigateurs qui voulaient enterrer des membres de leur équipage, décédés au cours des longs voyages. C'est en 1720 que les premières familles s'installent dans l'île. Vivant d'agriculture et de la pêche, ces paysans devaient trouver tous les moyens pour subvenir à leurs besoins. C'est pour cette raison qu'ils apprirent à naviguer sur le fleuve Saint-Laurent, douze mois par année.
Voitures d'eau
Au XXe siècle, les habitants développent le cabotage qui diversifie leur économie. De plus, avec la beauté du paysage, l'industrie touristique connaît un essor marquant.

### Histoire municipale
Lors de la création des municipalités locales au Canada-Est en 1855, la municipalité de paroisse de Saint-Louis-de-l'Isle-aux-Coudres est créée, couvrant l'île au complet. En 1936, la municipalité de Saint-Bernard-de-l'Île-aux-Coudres s'en détache, puis en 1951 c'est la municipalité de La Baleine qui s'en détache à son tour. Une première fusion a lieu en 1994 quand Saint-Louis-de-l'Isle-aux-Coudres et Saint-Bernard-de-l'Île-aux-Coudres se regroupent pour former la municipalité de L'Île-aux-Coudres, et par la suite, le 23 août 2000, La Baleine et L'Île-aux-Coudres se regroupent pour former la municipalité actuelle sous le nom légèrement modifié de L'Isle-aux-Coudres.

## Géographie
Si l'Isle-aux-Coudres est liée administrativement à la région de Charlevoix, du point de vue géologique, elle appartient à la région des Appalaches. La faille de Logan, qui sépare le Bouclier canadien et les Basses-Terres du Saint-Laurent des Appalaches, court tout le long du fleuve Saint-Laurent pour passer entre l'île et Charlevoix. D'ailleurs, la roche sédimentaire que l'on retrouve sur le rivage, de la pointe nord-est jusqu'au sud-est de l'île, est caractéristique des Appalaches. À noter aussi que le trafic maritime se fait entre l'île et Charlevoix et non entre l'île et la rive sud du Saint-Laurent, plus large mais moins profonde.
Au moment de l'impact météoritique de Charlevoix, il y a 362 millions d'années, l'Isle-aux-Coudres n'a pas été touchée puisqu'elle se trouvait plus au sud. Depuis, la région des Appalaches, qui se déplace inexorablement vers l'ouest, a effacé la moitié de l'astroblème (trace laissée par l'impact).

## Économie
En 1945, les pratiques traditionnelles comprenaient : la cueillette du goémon, utilisé comme engrais, la coupe de la tourbe dans une tourbière, l’élevage de renards.
En 2015, l'économie de l'île repose sur l'agriculture, la culture des patates se fait à grande échelle, la chasse aux loups-marins, un chantier naval, l'exploitation de la tourbe et un tourisme florissant,.

### Pêche
Des années 1700 jusqu'en 1924, la pêche aux bélugas blancs du Saint-Laurent (Marsouin) se pratiquait dans l'esturaire du fleuve Saint-Laurent, à l’Île-aux-Coudres, Baie-Saint-Paul, Kamouraska, Rivière-Ouelle et Rivière-du-Loup, des villages riverains.
Les fascines, ce sont des milliers de perches ancrées sur les battures (parties du rivage découvertes à marée basse), disposées en forme de B, elles avaient une ouverture au centre, les bélugas entraient dans le piège à marée haute et restaient captifs à marée basse. (batture n.f. Au Canada, partie du rivage découverte à marée basse
En plus de la nourriture, on tirait de cette pêche un cuir exceptionnel avec lequel on confectionnait des bottes et des lacets. On transformait la graisse en huile, employée pour la lubrification de fusils et de machines,,,.

### Tourbière
Depuis 1943, la compagnie Pearl Inc. exploitait la tourbière à L'Isle-aux Coudres. D'après les statistiques minérales de la Province de Québec, sa production en 1943 a été de 12,350 ballots et en 1944 de 25,000 ballots. Le prix de vente moyen pour ces deux années a été de $1.60 le ballot. La compagnie Pearl Inc. ferme ses portes en 2014, les terrains ayant atteint leur durée de vie utile.
La livraison de la tourbe aux marchés canadiens et américains passait par le port en eau  profonde situé à huit milles de la tourbière,,.

Tourbière Pearl Inc, 350, Chemin de la Traverse, 1976
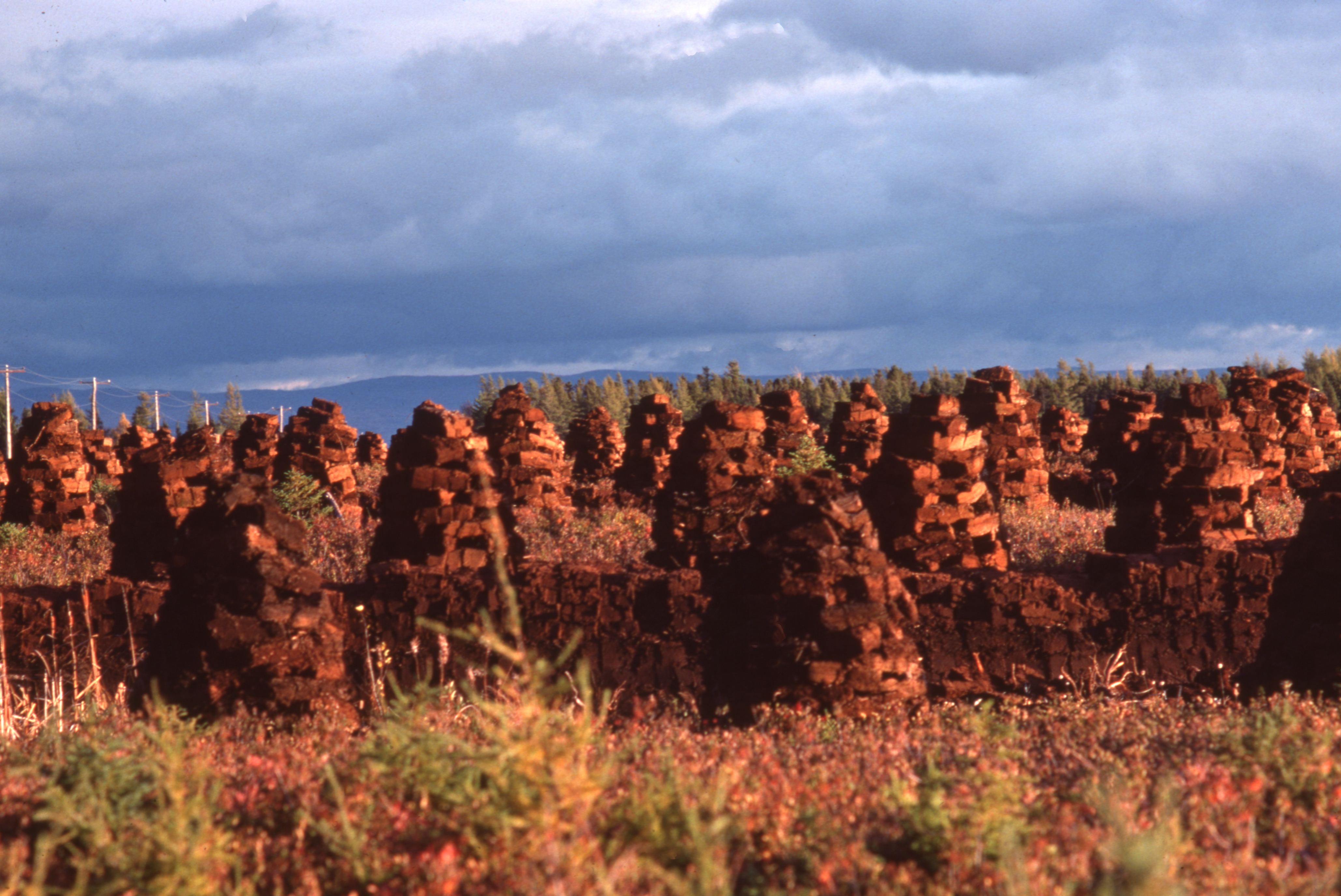
Tourbière et tourbe à sécher
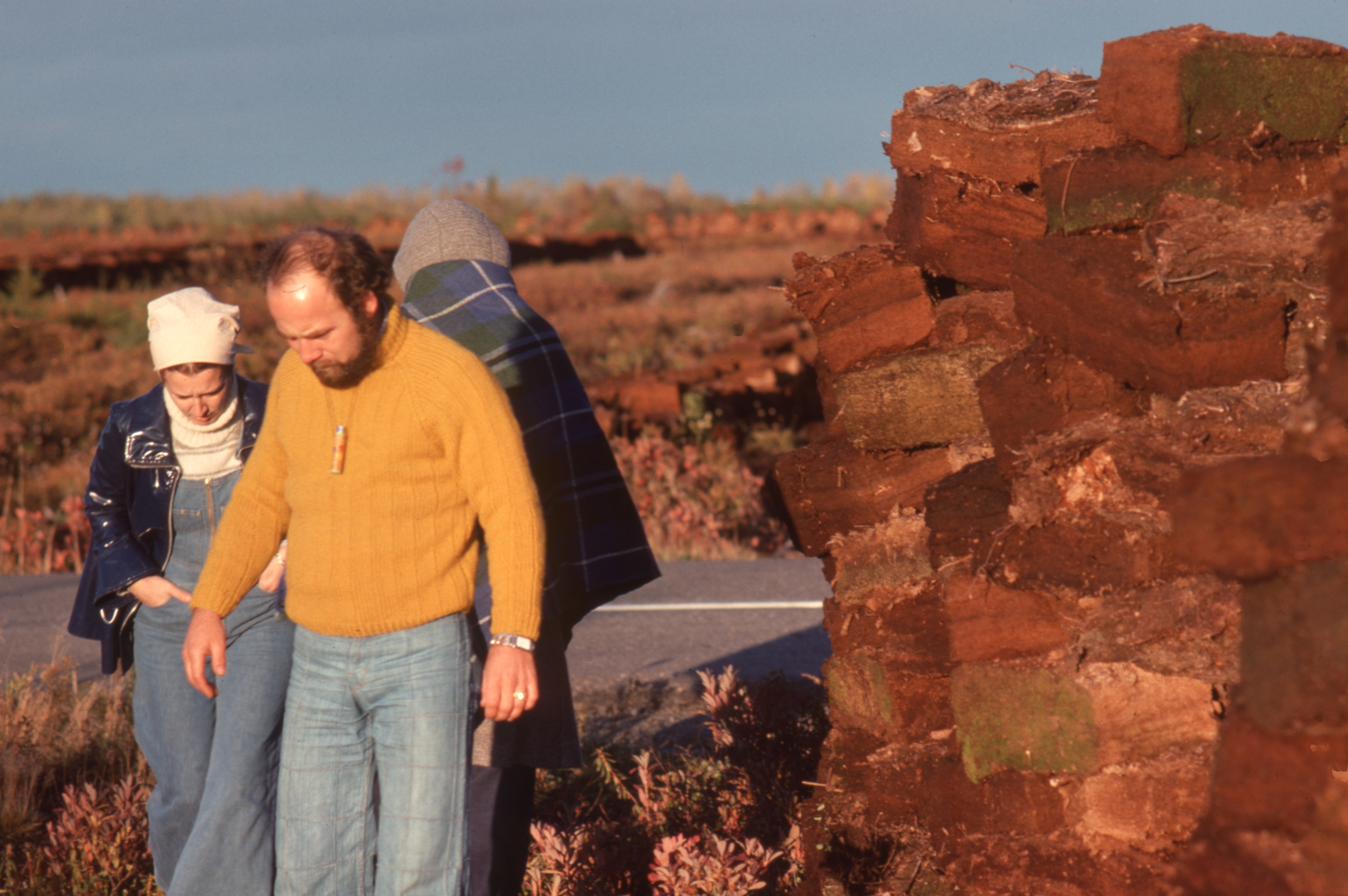
Tourbière et tourbe à sécher, visiteurs dans l'île, N. Ouellette, L. Campbell, M. Proulx
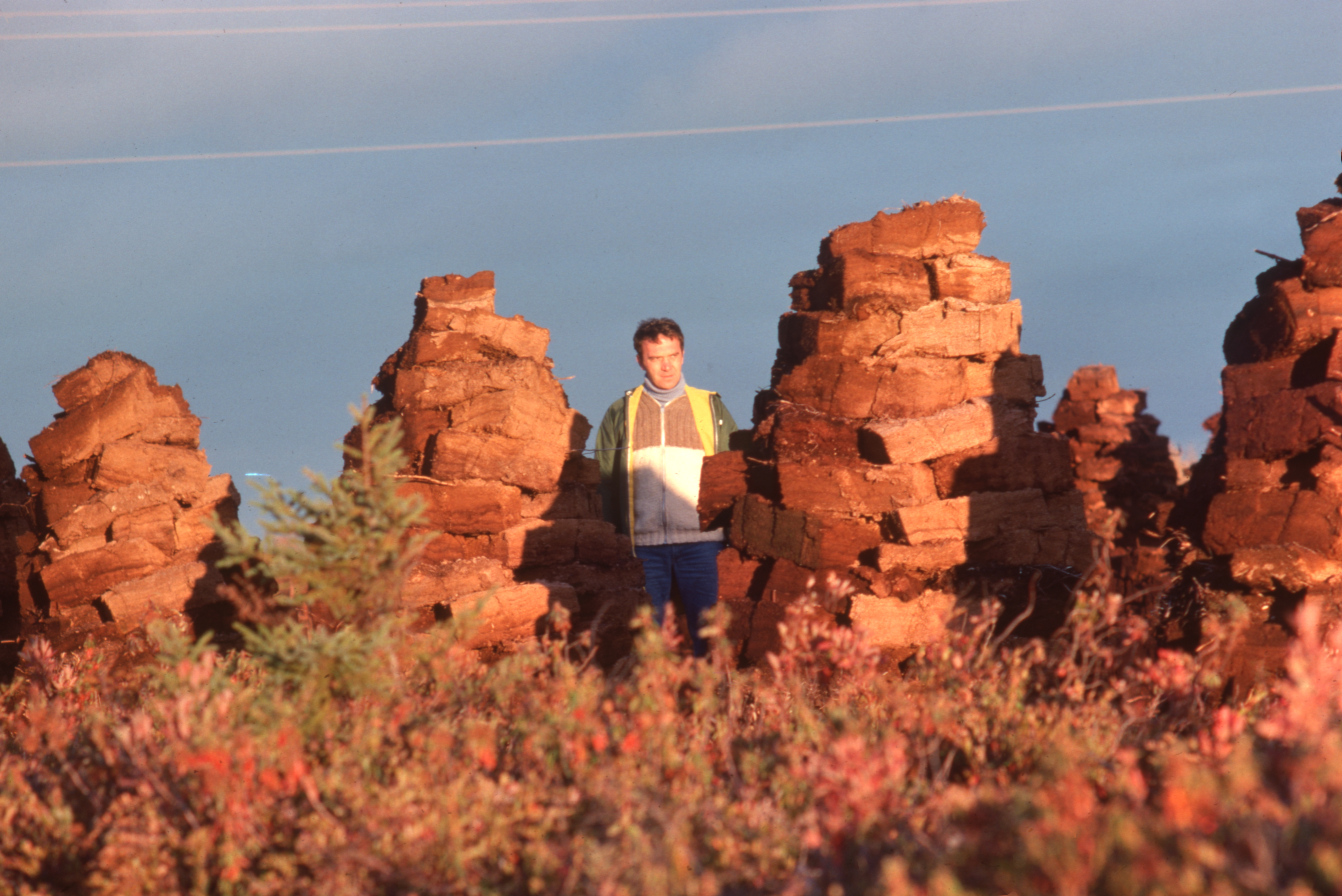
Tourbière et tourbe à sécher, visiteur dans l'île, G. Lapointe

## Démographie
| 1996  | 2001  | 2006  | 2011  | 2016  | 2021  |
| ----- | ----- | ----- | ----- | ----- | ----- |
| 1 345 | 1 319 | 1 296 | 1 279 | 1 143 | 1 116 |

## Administration
Les élections municipales se font en bloc pour le maire et les six conseillers.
| L'Isle-aux-Coudres Maires depuis 2001                                                                                |                  |                   |          |
| Élection | Maire            | Qualité           | Résultat |
| 2005 | Dominic Tremblay | Maire depuis 2000 | Voir     |
| 2009 | Dominic Tremblay | Maire depuis 2000 | Voir     |
| 2013 | Dominic Tremblay | Maire depuis 2000 | Voir     |
| 2017 | Dominic Tremblay | Maire depuis 2000 | Voir     |
| 2021 | Christyan Dufour |                   | Voir     |
| Élection partielle en italique Depuis 2005, les élections sont simultanées dans toutes les municipalités québécoises |                  |                   |          |

## Culture
« Nous autres icitte à l'Isle, les voisins nous appellent les marsouins.
D'après moi, c'est parce qu'on est toujours sur l'eau pour sortir . . . C'est toujours la mer qui nous mène, la mer pis la lune. On pense toujours à la mer . . . Les gens de l'Isle sont plus actifs, plus bouillants que ceux de la terre ferme. La santé est meilleure. Les enfants apprennent à travailler d'une étoile à l'autre. »
Alexis Tremblay, poète de l'île, extrait du film Pour la suite du monde, Pierre Perreault 1963 
L'Isle-aux-Coudres et ses habitants sont les sujets de la « Trilogie de l'Isle-aux-Coudres », regroupant trois documentaires québécois réalisés par le cinéaste Pierre Perrault, dont le premier, Pour la suite du monde, co-réalisé avec Michel Brault, est considéré comme une œuvre pionnière du cinéma direct, et comme un chef-d'œuvre du cinéma québécois et canadien,.

## Attraits touristiques
Sur l'île, les touristes peuvent louer des bicyclettes pour en faire le tour, d'une circonférence de 23 km.
On y trouve également quelques bâtiments et sites patrimoniaux :
- Moulin à vent de L'Isle-aux-Coudres
- Moulin à eau de L'Isle-aux-Coudres
- Maison Leclerc
- Maison Bouchard
- Chapelles de procession Saint-Isidore et Saint-Pierre, construites respectivement en 1836 et 1837.
- Église Saint-Louis (Ile aux Coudres), paroisse Saint-Francois-d'Assise, 1961, chemin des Coudriers, construite en 1885 selon les plans de David Ouellet. On y retrouve 15 fresques de Gaston Masselotte sur la vie de Saint-Louis.
- Église Saint-Bernard, construite en 1929.
- Monument du père de la Brosse, érigé en 1848 pour commémorer la première messe du père Jean-Baptiste de la Brosse en 1765.
- La Maison croche, datant de 1968[33]

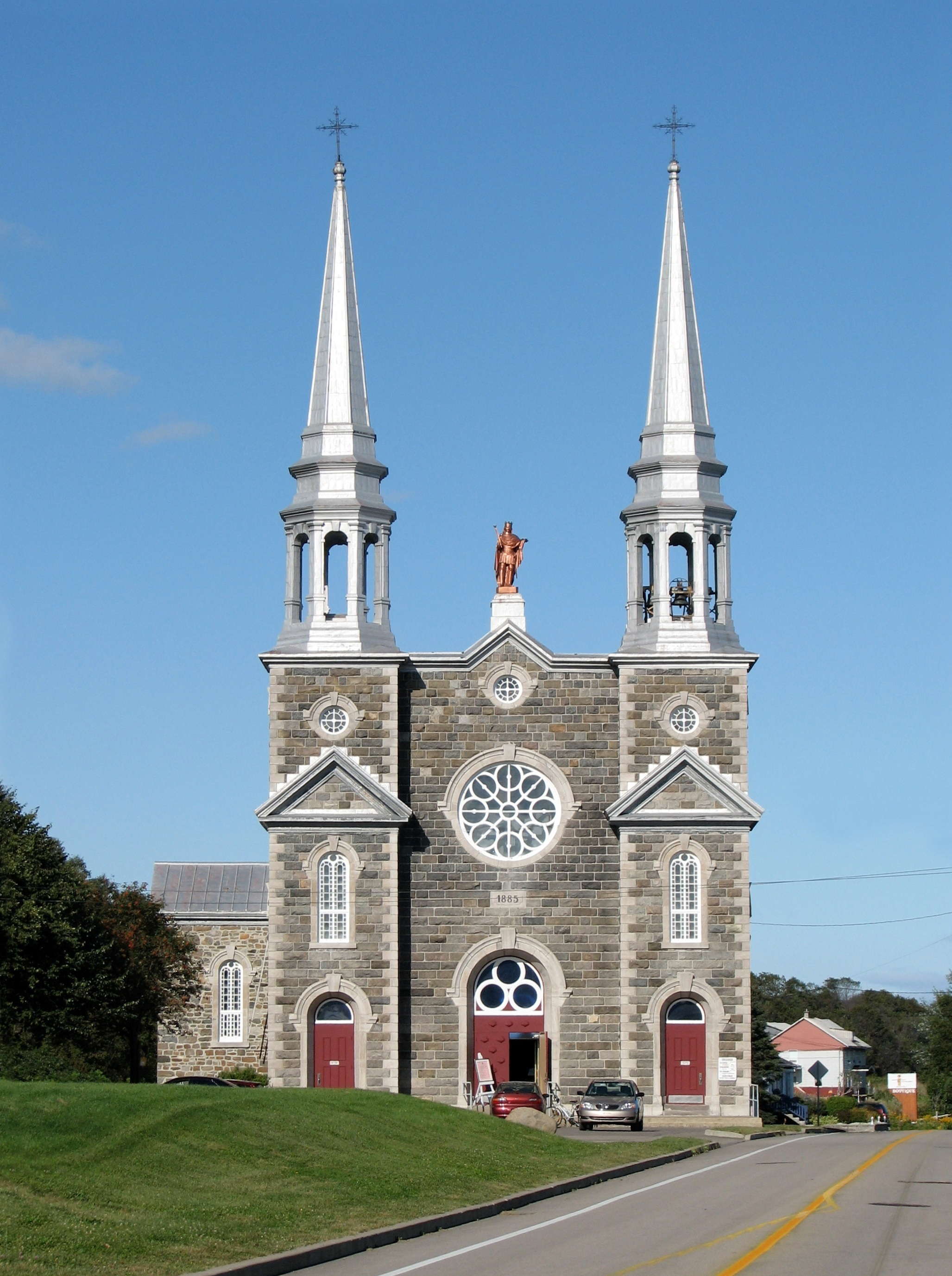
Église catholique, paroisse Saint-Francois-d'Assise, chemin des Coudriers
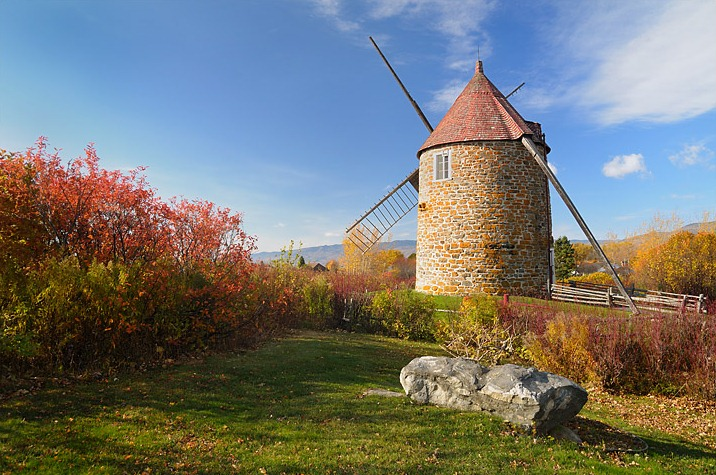
Moulin à vent
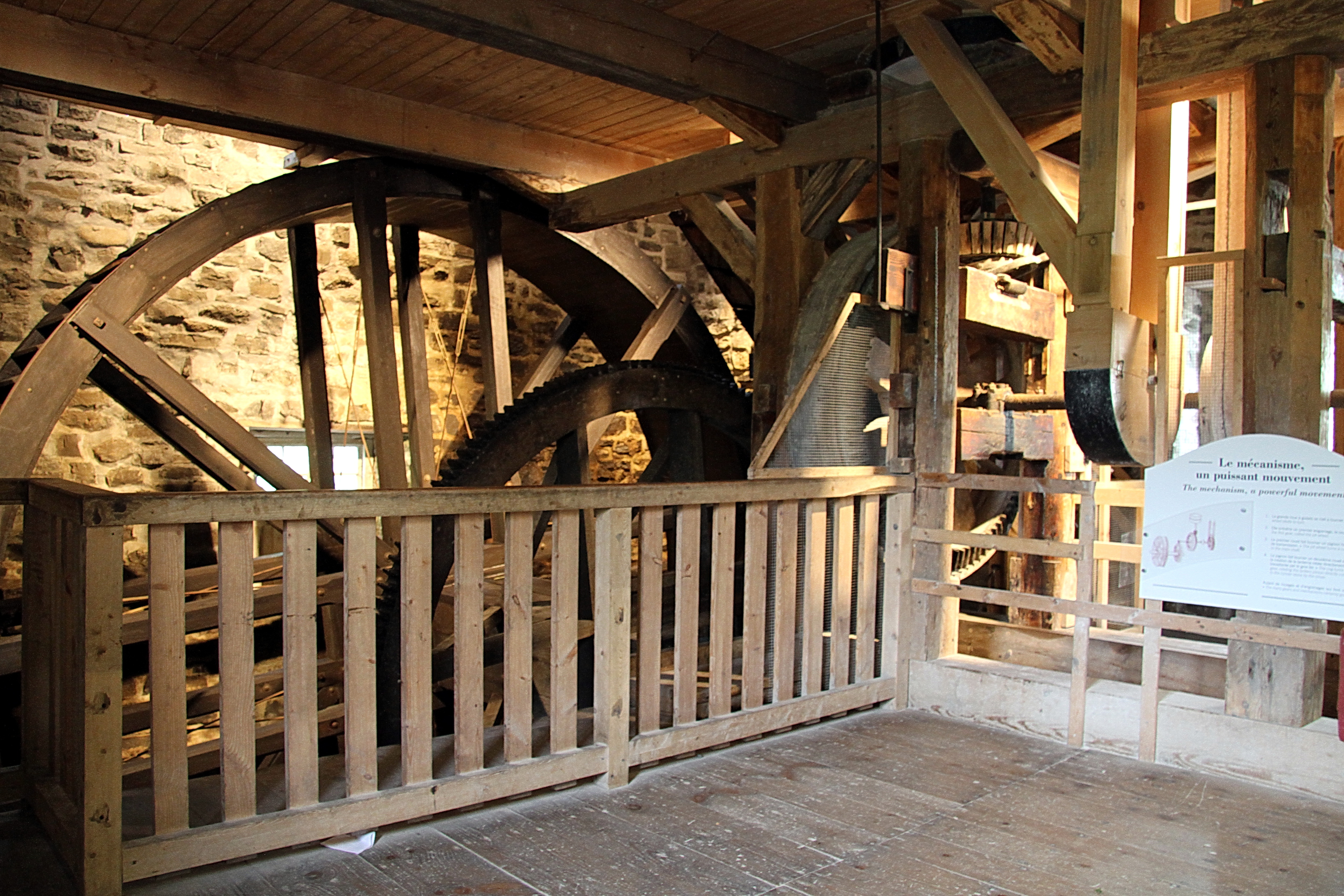
Moulin à eau
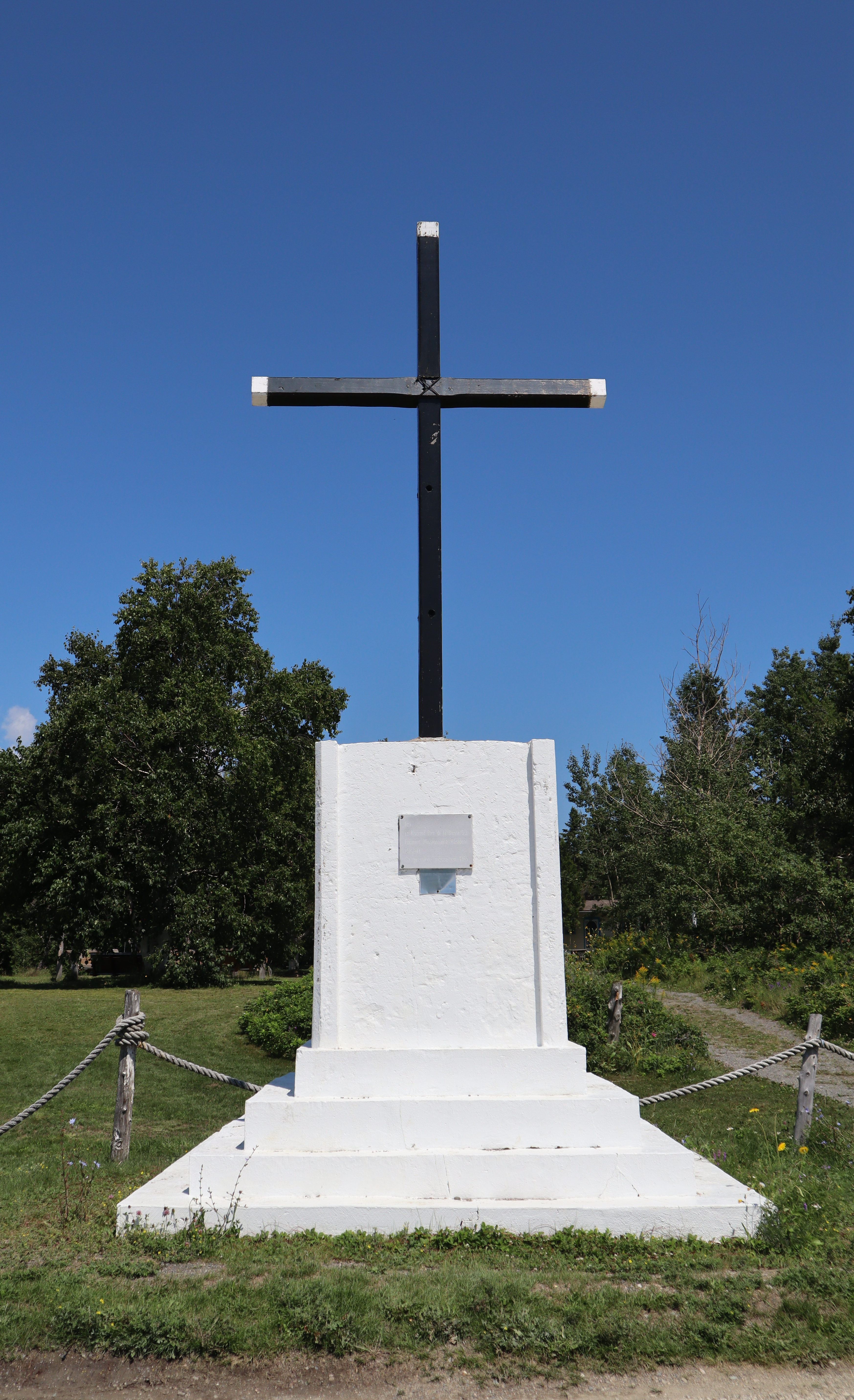
Monument du père de la Brosse
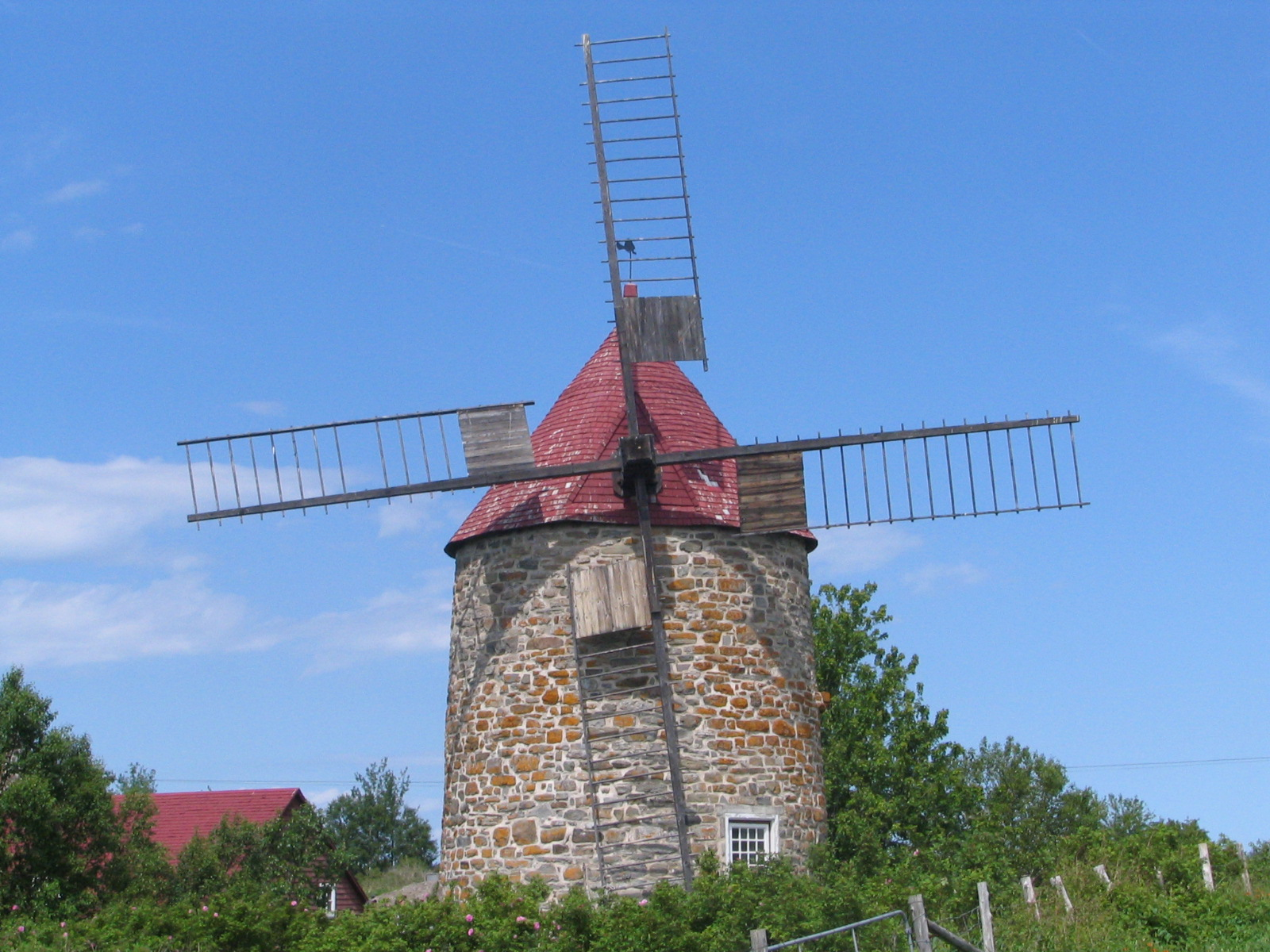
Moulin à vent de l'écono Musée
Plage Cap aux Oies à Charlevoix

## Photographies
C'est aussi l'air salin, des vents décoiffants, une hospitalité légendaire sertie dans 360° de paysages spectaculaires, d’horizons changeants au fil des marées, des saisons, des levers et des couchers de soleil spectaculaires,,,,,,.

Charlevoix, section maritime du fleuve Saint-Laurent, 1976 - 2004
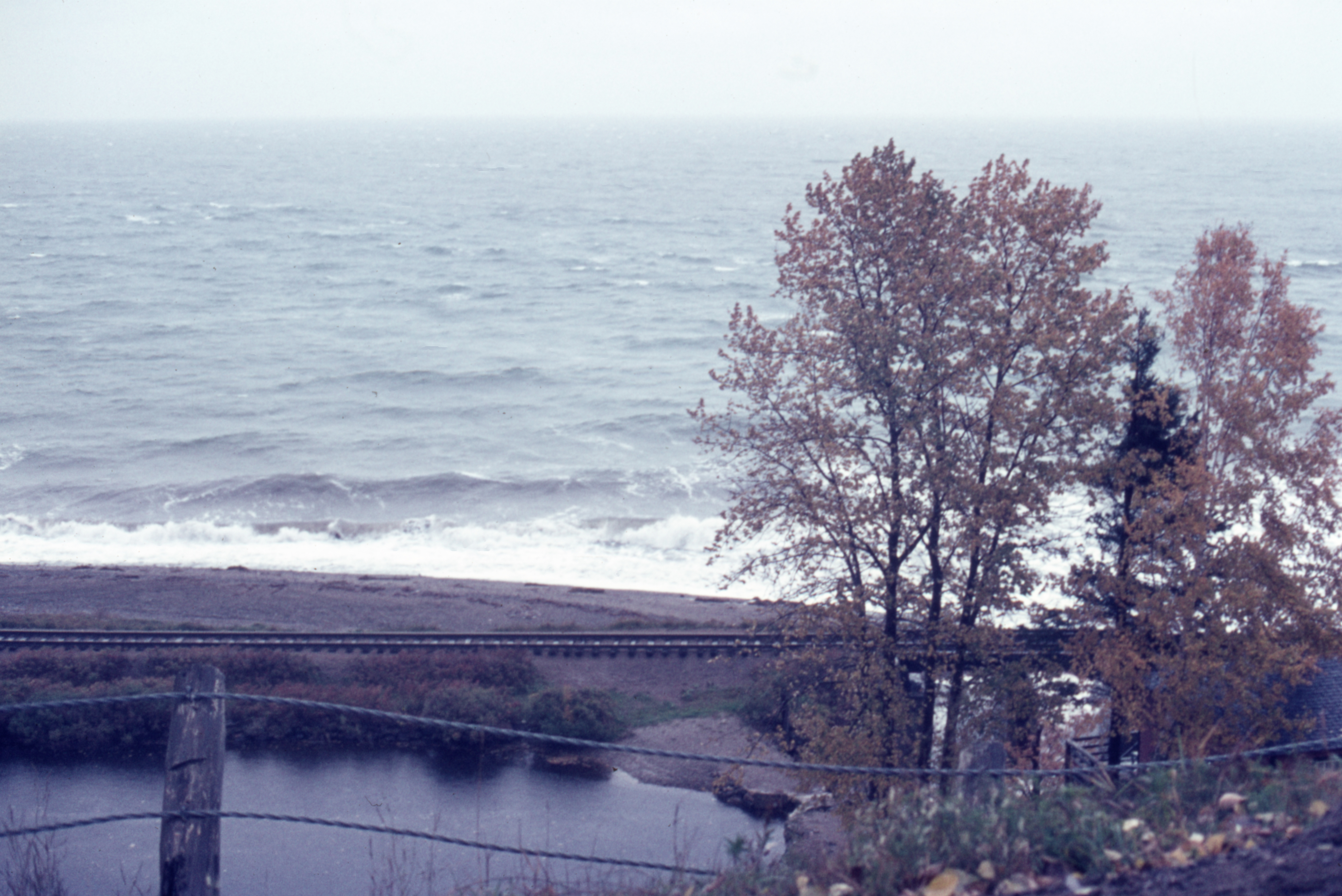
La mer, pluie battante et vents fous, chemin des Coudriers
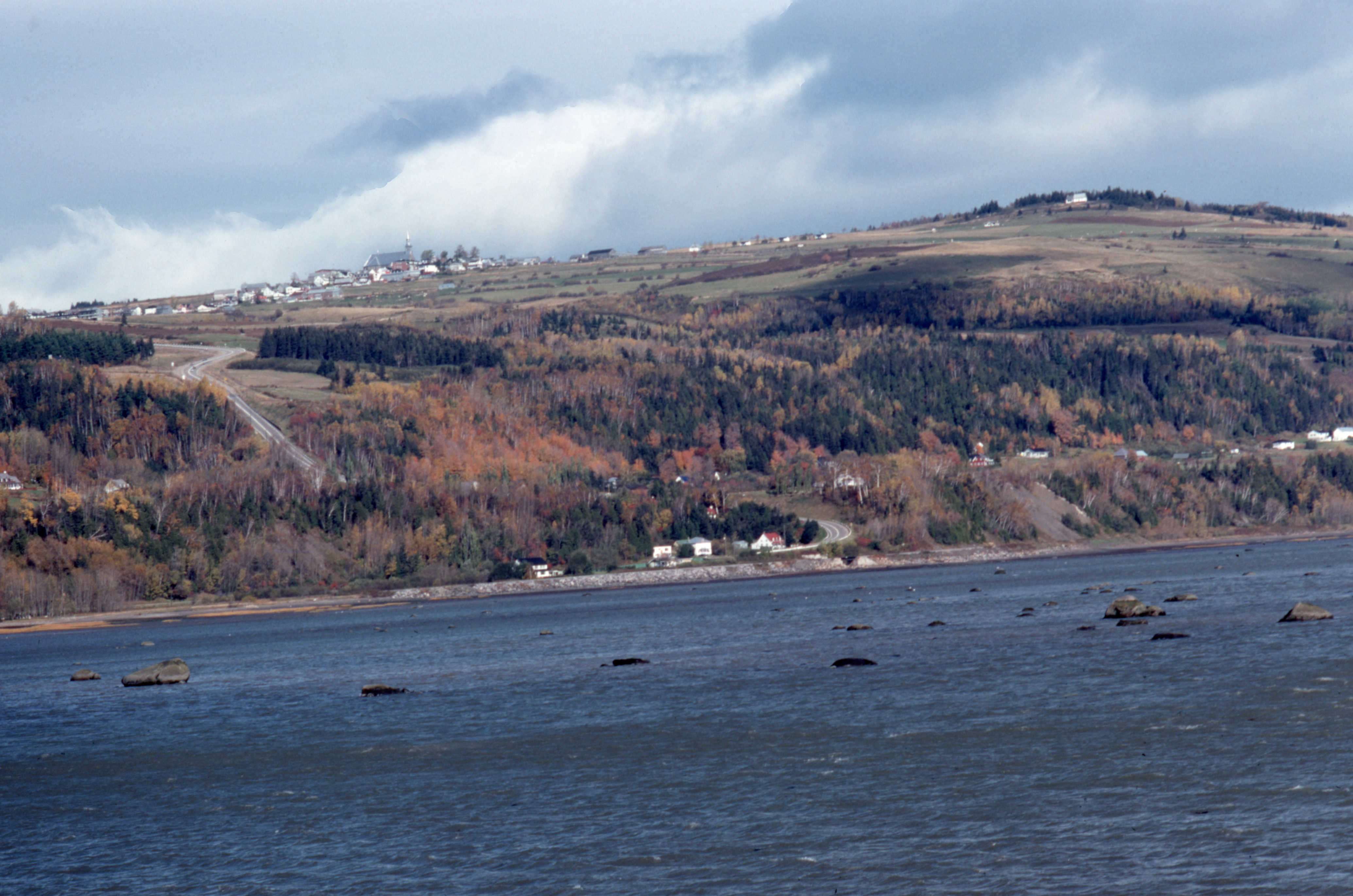
Les Éboulements (Municipalité), paroisse L’Assomption-de-la-Vierge, du traversier vers l'île
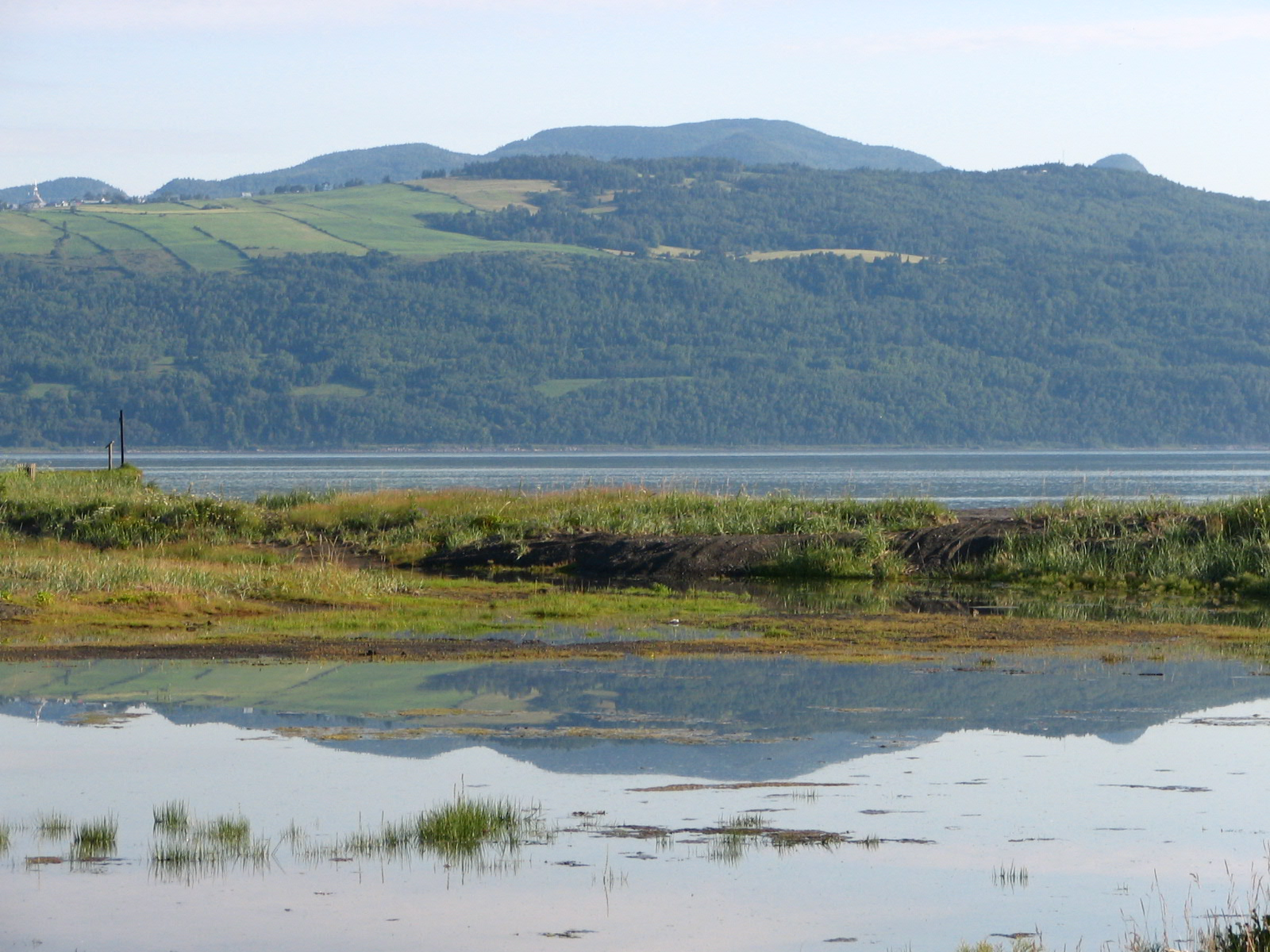
La côte de Charlevoix, le fleuve Saint-Laurent, vue de la Pointe du Bout d’en Bas
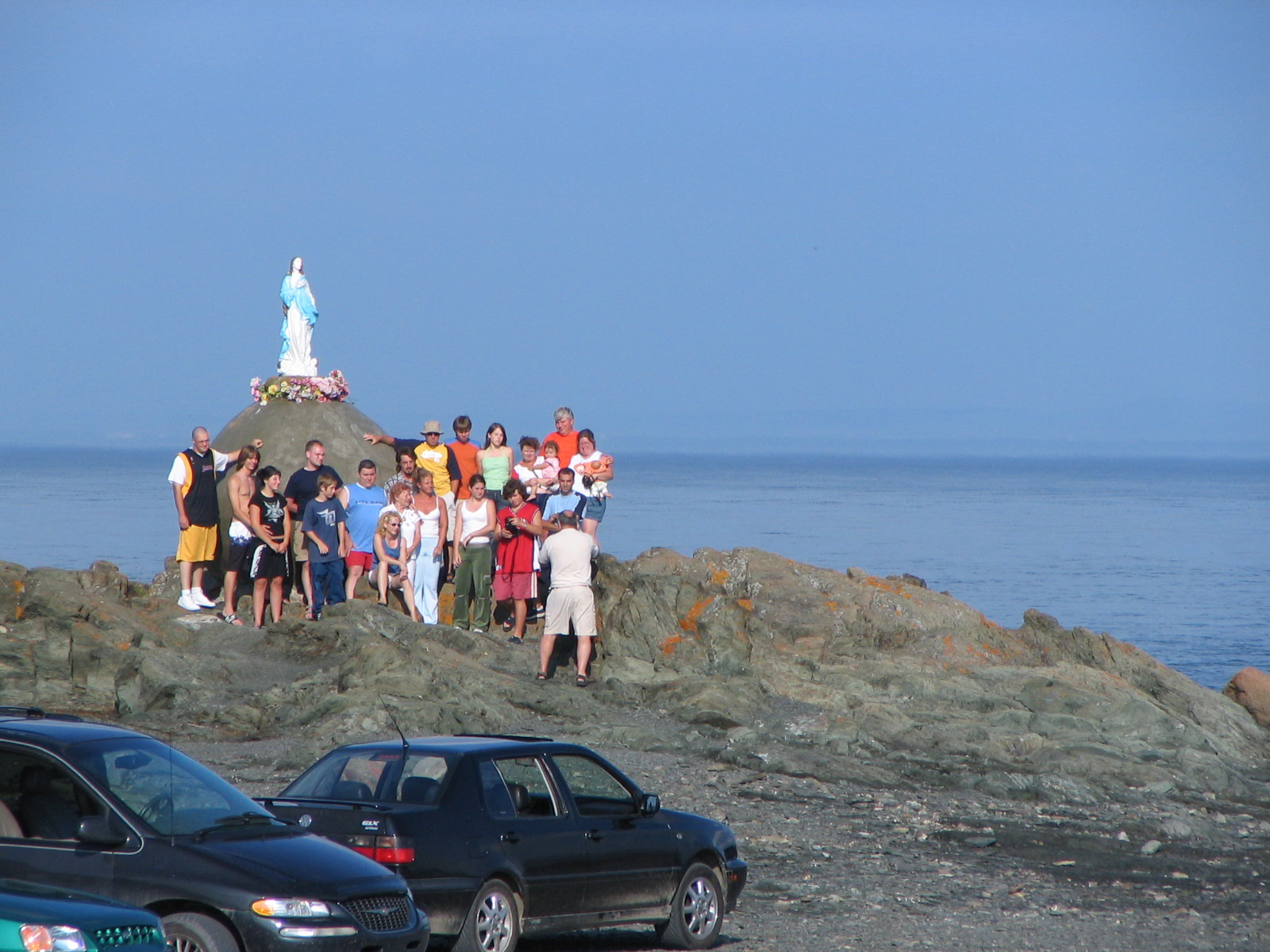
Statue de Notre-Dame de l’Assomption érigée en 1960, Pointe du Bout d'en Bas

Chemin du Moulin - Chemin des Coudriers 1976
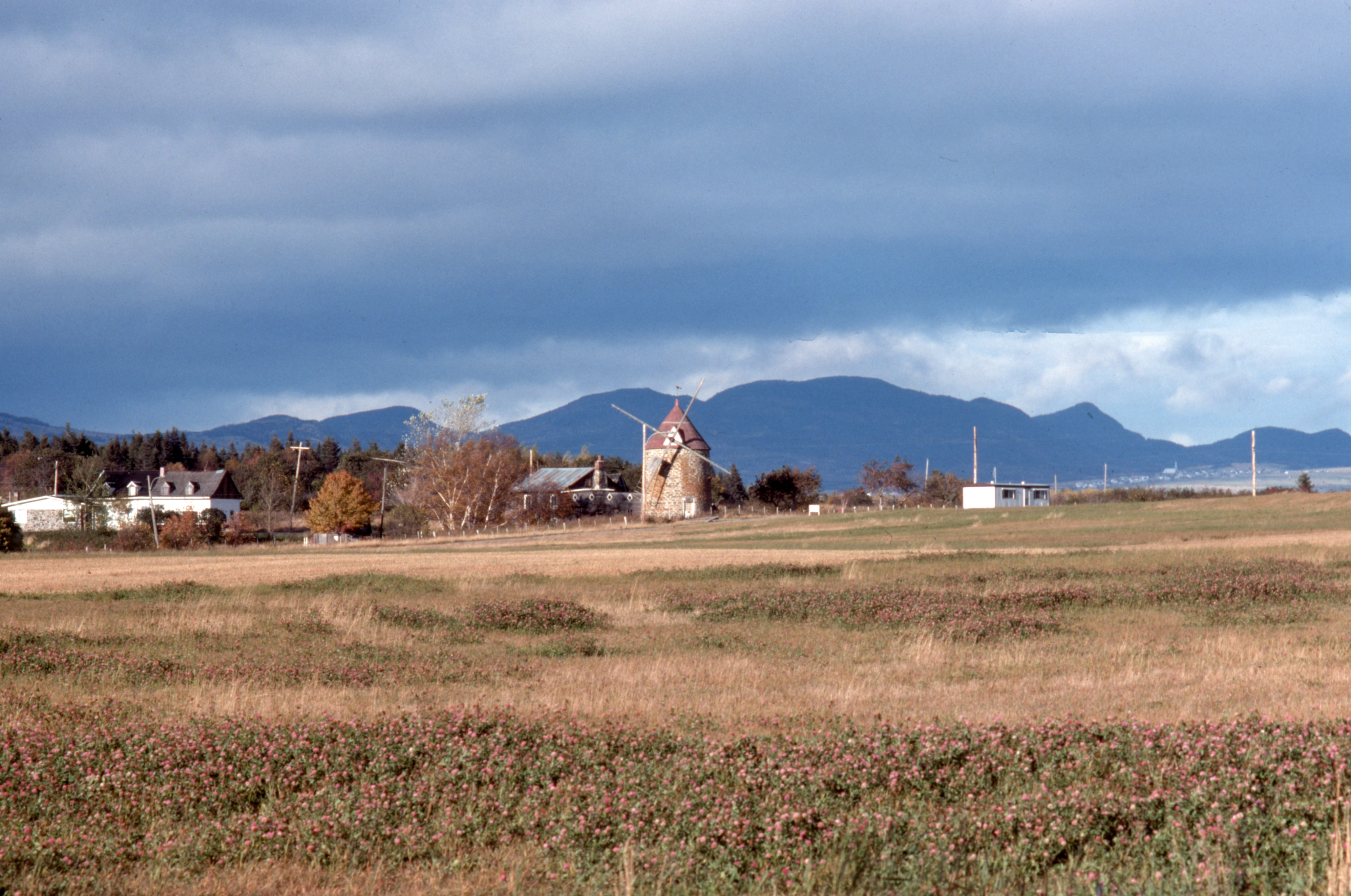
Vieux moulin à vent Desgagné-de-L'Isle-aux-Coudres, 247, chemin du Moulin
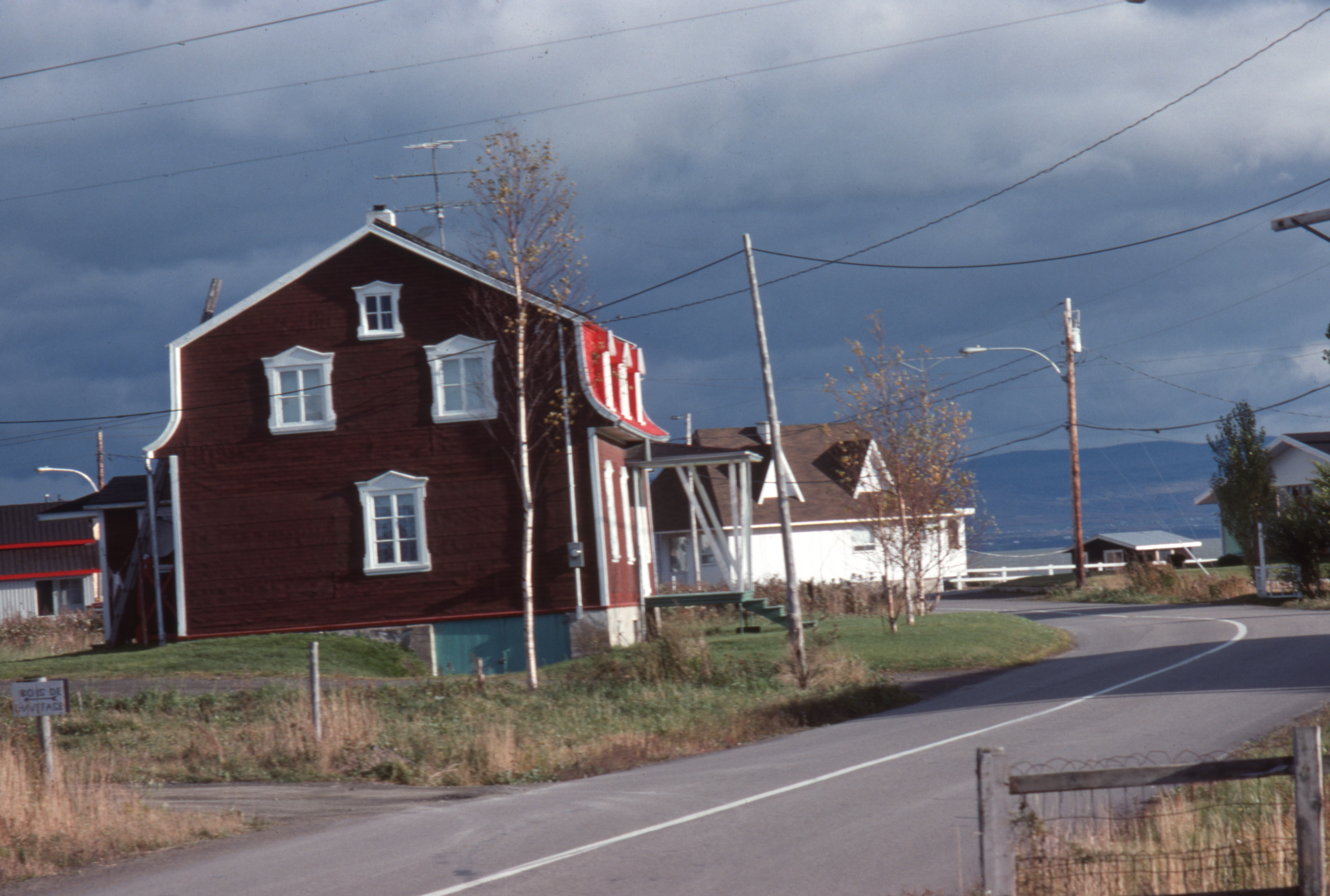
Chemin des Coudriers
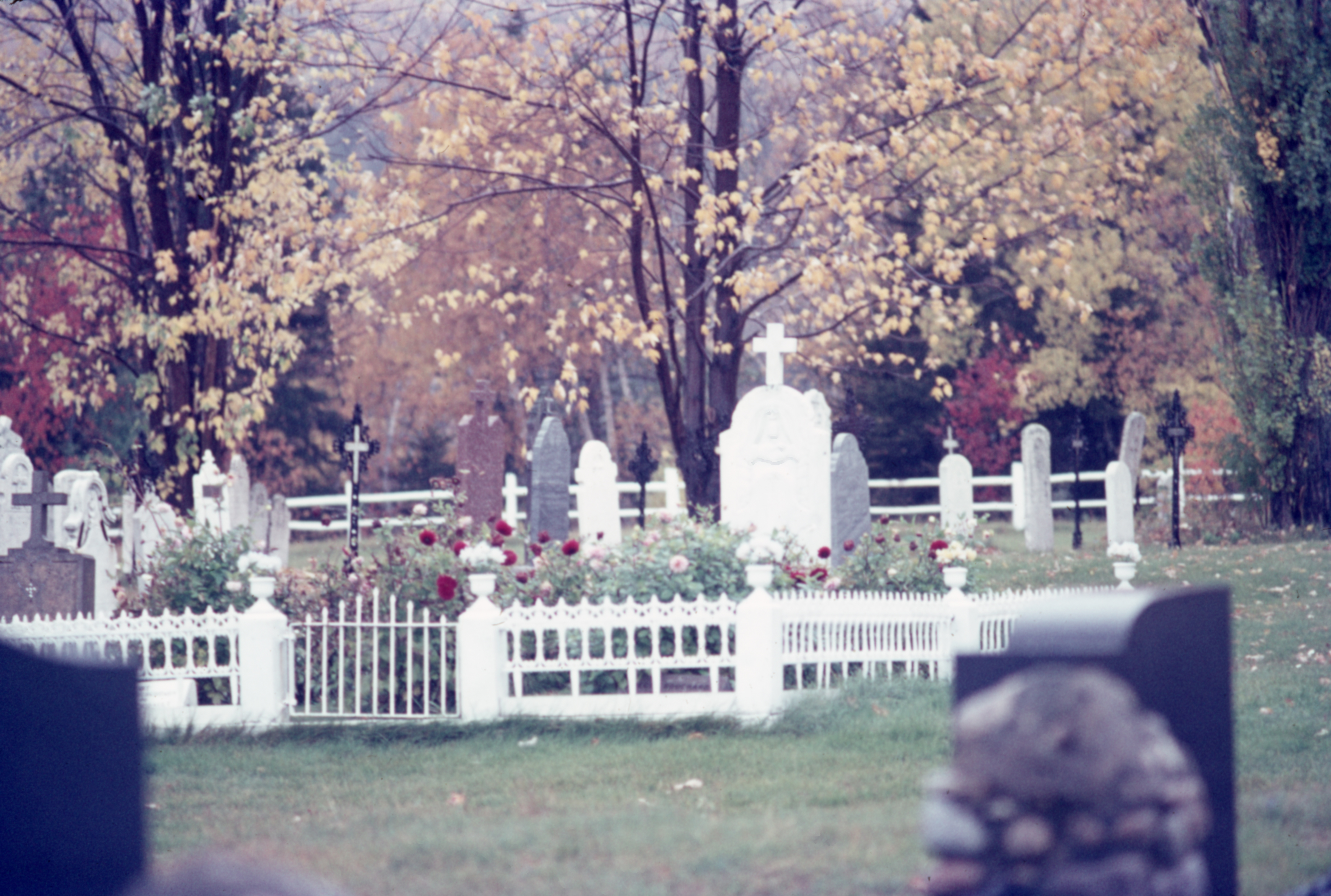
Ancien cimetière catholique 1er Saint-Louis, fermé en 1926
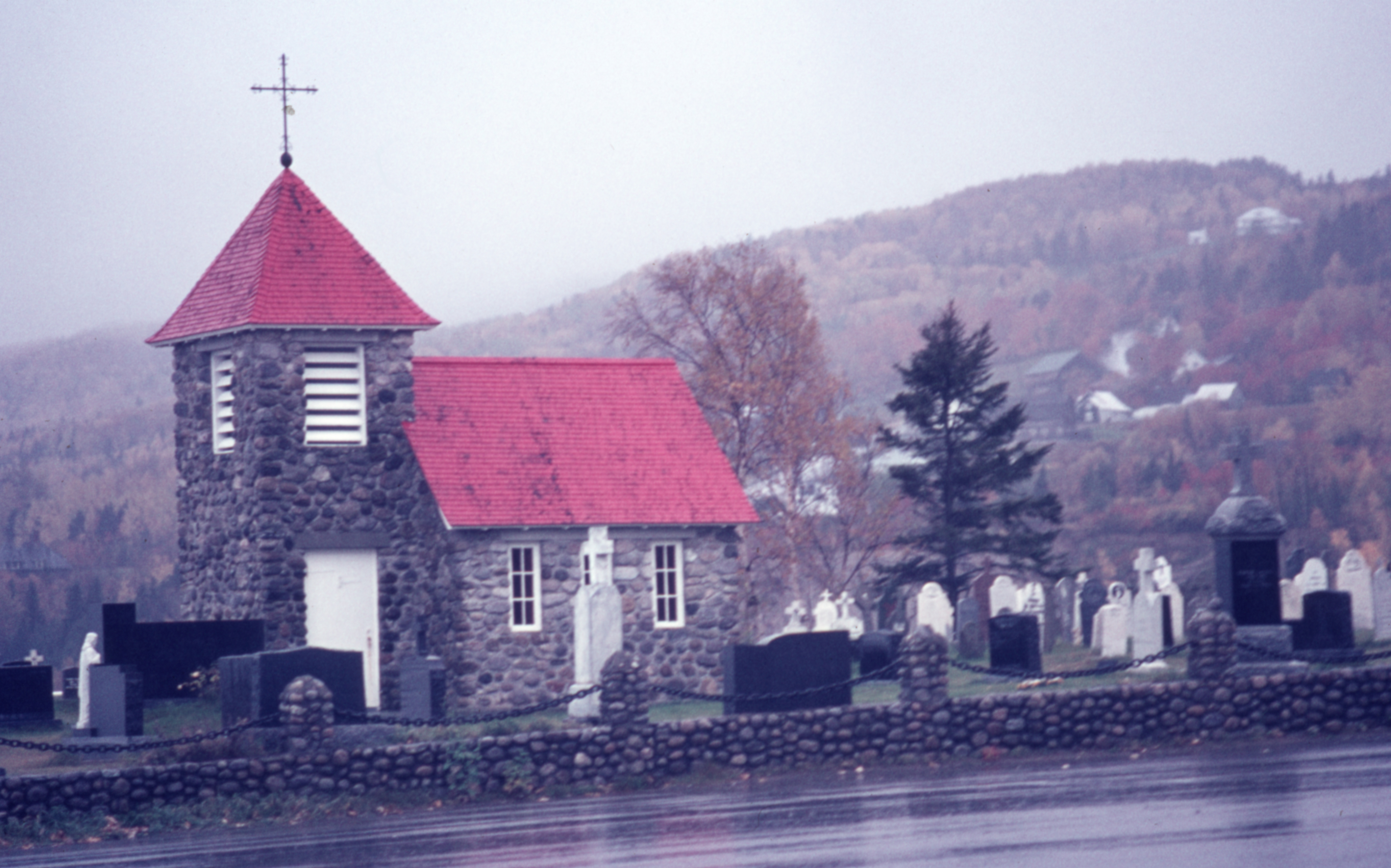
Chapelle de procession et cimetière catholiques
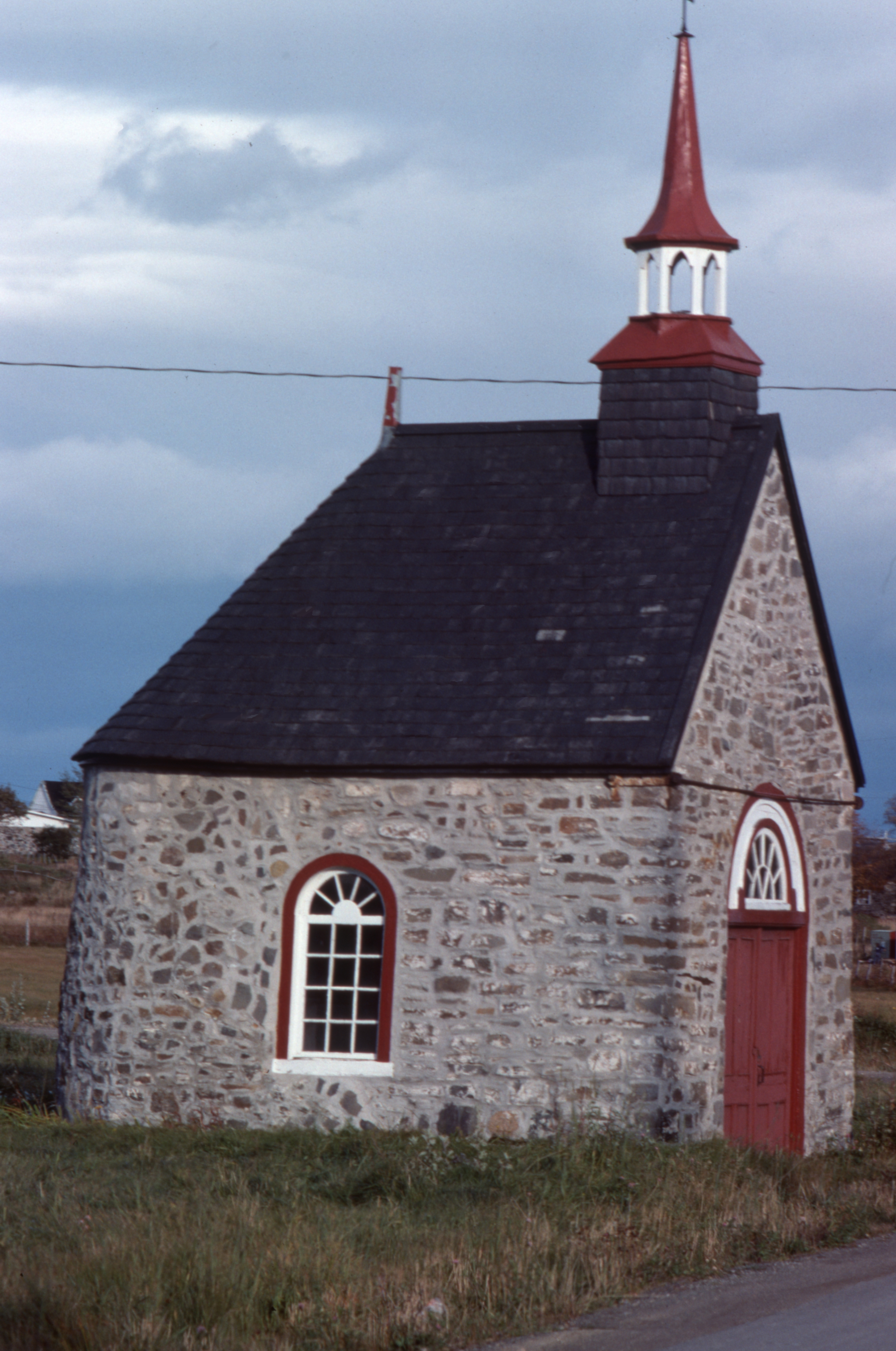
Chapelle de procession Saint-Isidore, chemin des Coudriers

Patrimoine maritime 1976
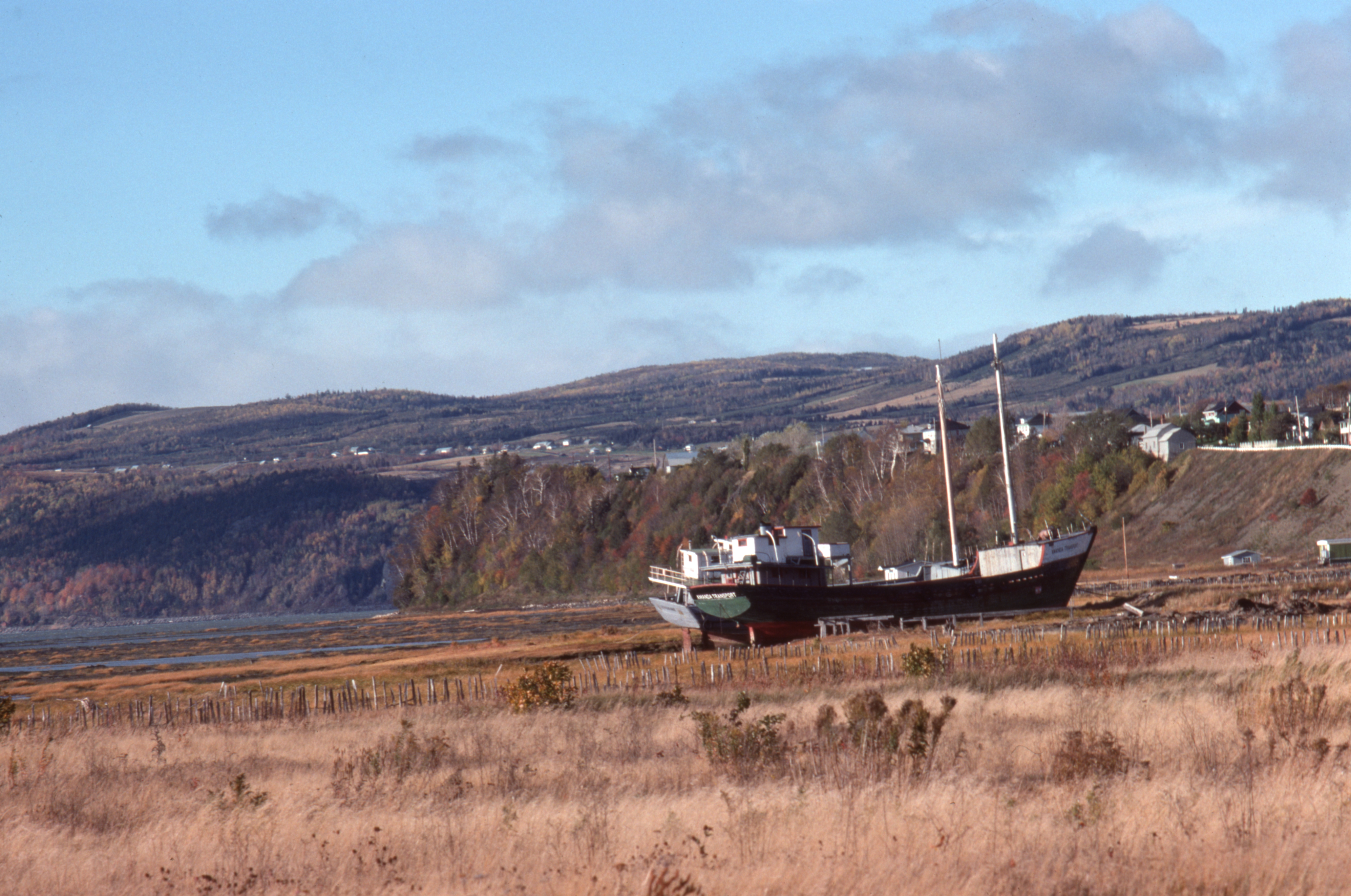
Goélette dans un champ, massif de Charlevoix, fleuve Saint-Laurent
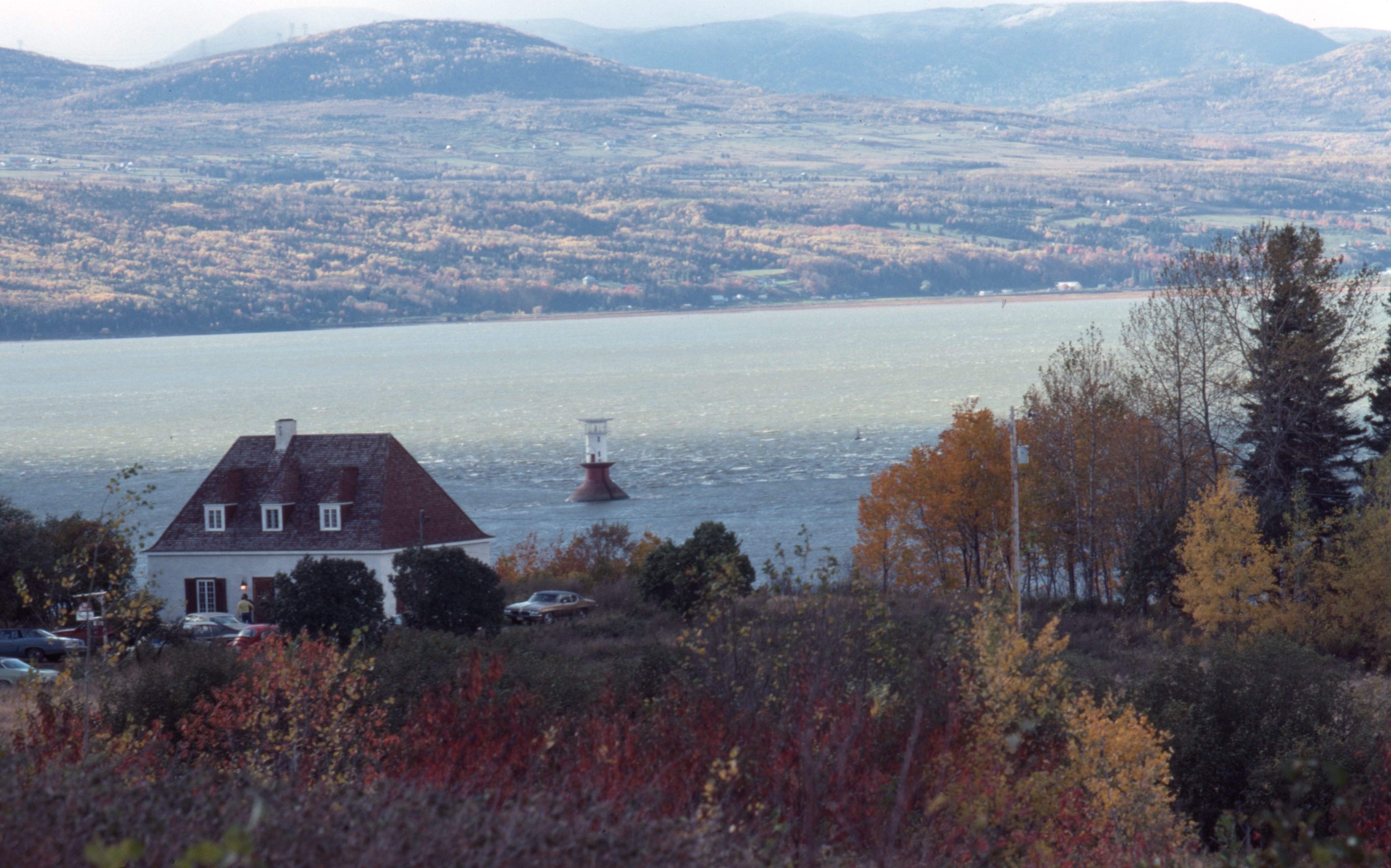
Phare-pilier, de la Pointe de la Prairie, vue sur la côte de Charlevoix, fleuve Saint-Laurent
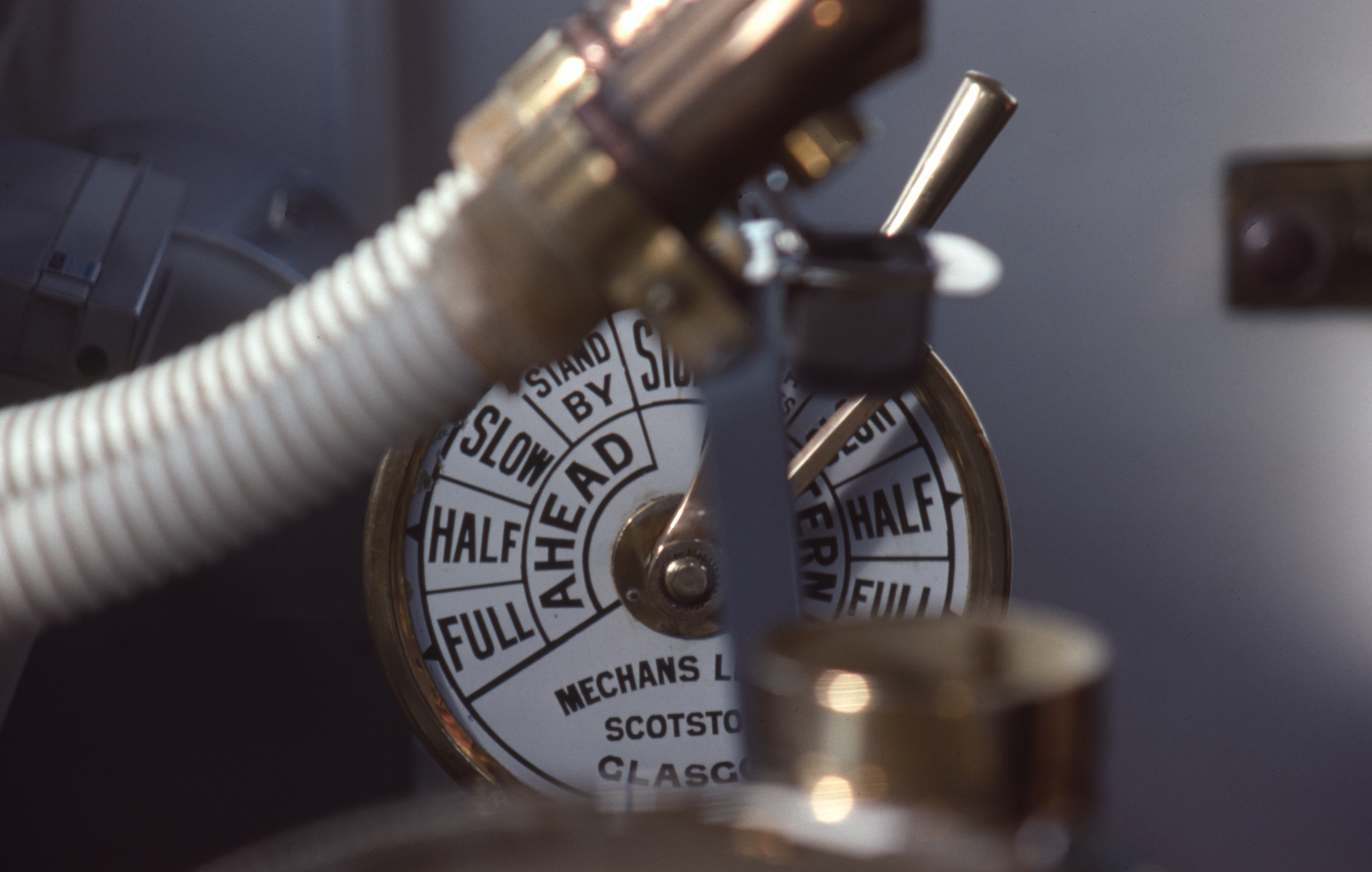
Dans la cabine du capitaine, sur le traversier vers L'Isle-aux-Coudres
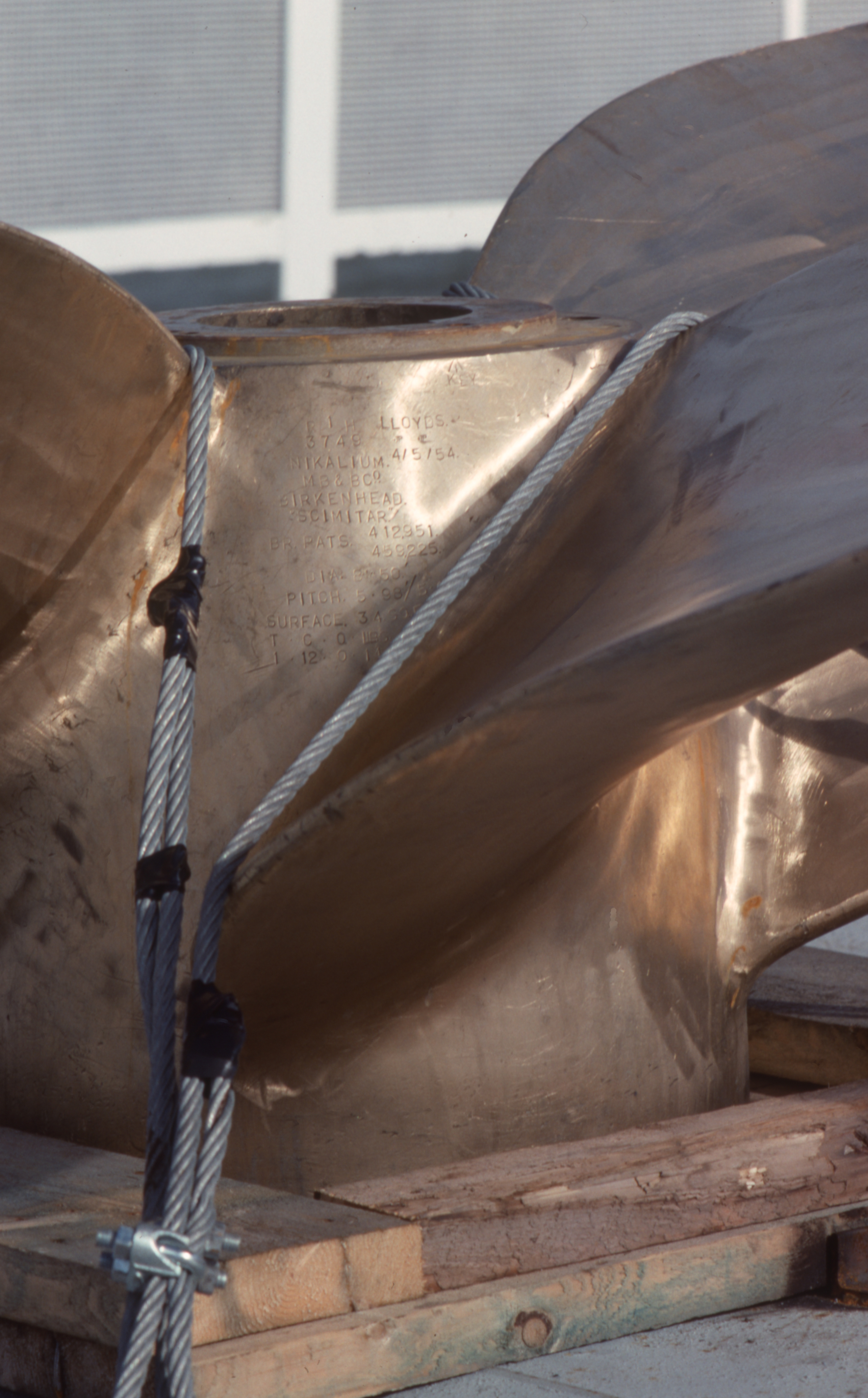
Hélice gravée : Lloyds 3749 - Nikalium - MB & BC etc., sur le traversier
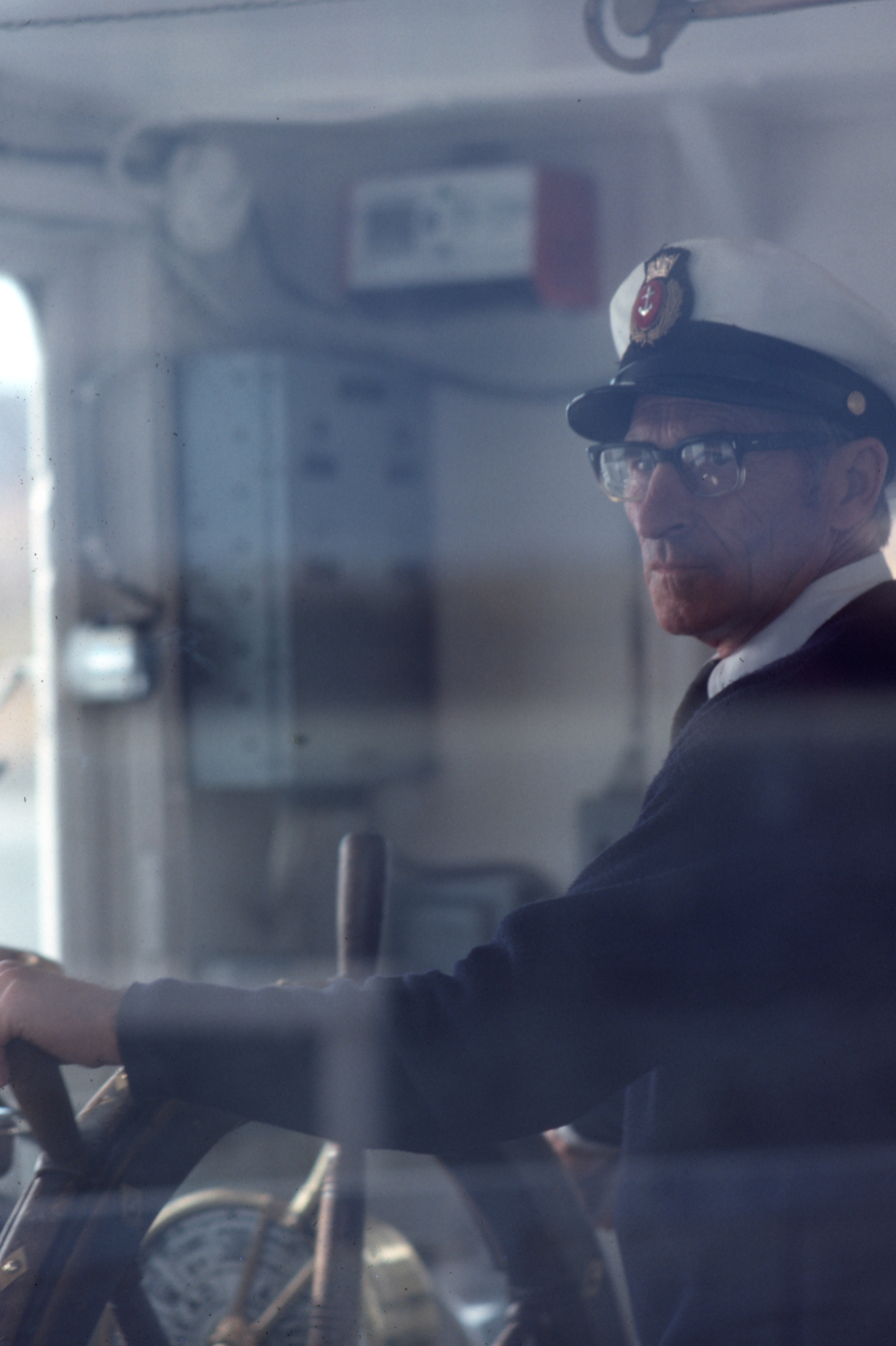
Capitaine dans sa cabine, sur le traversier